# Distrikt 5
Distrikt 5 är en svensk TV-serie från 1983 i regi av Lars Forsberg. Serien sändes i totalt sex delar i Sveriges Television i mars och april 1983. Handlingen kretsar kring människor med sociala problem och de socialassistenter de får kontakt med. Serien har unika manusförfattare för varje avsnitt.

## Rollista (urval)
- Anita Ekström – Gudrun
- Niels Dybeck – Alf
- Kerstin Magnusson – Liselott
- Håkan Serner – Jacobsson
- Christer Banck – Andersson
- Lasse Petterson – Malte
- Carl-Olof Alm – Bosse
- Sten Elfström – Bertil
- Alf Nilsson – Abel
- Suzanne Reuter – Nickie
- Weiron Holmberg – Kalle
- Lissi Alandh – Marja
- Lars Green – Arne
- Anna Godenius – Barbro
- Torsten Wahlund – Stig
- Margreth Weivers – fru Bengtsson
- Lillemor Biörnstad – fru Olsson
- Tomas Fryk – Micke
- Björn Gedda – Sture
- Diana Kjaer – Linda
- Anders Ekborg – Glenn
- Dan Ekborg – Svenne
- Hans Bredefeldt – Renman
- Lillemor Mårtensson – Ing-Marie
- Rico Rönnbäck – Allan

## Avsnitt
1. De utvalda
2. Förlåt mig
3. När de kom och tog Sara
4. Schyssta vibbar
5. Skulden
6. Tårar vinner inga krig